# Andrew Johnson
Andrew Johnson (Raleigh, 29. prosinca 1808. – kraj Carter Stationa, 31. srpnja 1875.), američki političar i predsjednik.
Bio je demokrat, a djelovao je kao član Kongresa, guverner Tennesseeja, član Senata. Bio je jedini senator južnih država koji je pristajao uz Uniju, te ga je Abraham Lincoln 1861. imenovao vojnim guvernerom države Tennesee. Godine 1864. izabran je za potpredsjednika SAD-a. 
Kad je Lincoln pao žrtvom atentata, u travnju 1865. Johnson je postao predsjednik SAD-a. Zauzeo je popustljiv stav prema državama Juga. Kada je zbog terorističkih akcija bivših robovlasnika protiv crnaca Kongres 1867. godine donio zakon kojim se te države stavljaju pod kontrolu vojnih guvernera, uložio je veto, a kad je Kongres odlučio da se predsjedniku zabrani da otpušta javne službenike, Johnson je otpustio ministra rata Edwina Stantona. Kongres ga je optužio zbog kršenja Ustava, ali je pobijedio tijekom glasovanja opoziva mandata. 
9. travnja 1867. Senat odobrio kupovni ugovor kojeg je predložio Johnson 30. ožujka iste godine, a kojim je za 7,2 milijuna dolara Aljaska prešla iz ruskog u američki posjed.